# Parque Nicolás Salmerón
El parque Nicolás Salmerón es un parque urbano situado en la ciudad de Almería (España), entre el puerto y la ciudad. Se halla dividido en tres áreas conocidas como parque Viejo, parque Nuevo y paseo de San Luis. 
El parque Viejo, como se conoce popularmente a la zona junto al puerto, desde la rambla de la Chanca hasta la rotonda de la fuente de los Peces obra de Jesús de Perceval, a los pies de la calle Real, fue diseñada por José María de Acosta y en él se hallan multitud de árboles centenarios. El entorno del parque se encuentra adornado con fuentes y estanques, junto a mobiliario urbano, así como hileras de palmeras. 
Por su parte, el parque Nuevo es una zona adornada con estanques y fuentes rediseñada por Guillermo Langle Rubio en los años setenta con motivo de la celebración de la semana naval de España. Va desde la citada rotonda hasta la avenida de la Reina Regente.

## Historia
Construcción
El parque surgió en 1860 tras el derribo del primitivo baluarte de San Luis y la parte de la muralla que discurría paralelo al Puerto. Esta parte de parque que actualmente (2009) se la conoce coloquialmente como parque Viejo, fue diseñada por José Martínez Acosta hacia 1890. A principio del siglo XX el parque fue dedicado al rey Alfonso XIII con motivo de su primera visita a Almería. En 1913 el Ayuntamiento cedió su conservación y mantenimiento a la Junta de Obras del Puerto.
Segunda República
Tras proclamarse la Segunda República en 1931, el ayuntamiento de la ciudad determinó revisar los nombres de las calles y plazas de la ciudad y en este contexto el parque es rebautizado como parque Nicolás Salmerón, célebre almeriense nacido en Alhama de Almería, conocido por ser uno de los presidentes de la I República. Al construirse la carretera de Málaga (N-340), el parque fue dividido por su trazado y tras ello la Junta de Obras del Puerto restituyó la titularidad del parque al ayuntamiento.
Dictadura de Franco
Tras la Guerra Civil, el ayuntamiento demolió unas edificaciones en la intransitable calle de Pescadores y el arquitecto municipal Guillermo Langle lo prolongó en otro tramo que actualmente (2009) conocemos como parque Nuevo, formándose el conjunto ajardinado que hoy conocemos. El régimen franquista lo dedicó a José Antonio Primo de Rivera, fundador de La Falange y mantuvo esa denominación hasta el final del régimen. Hacia 1957 se instala la conocida como Fuente de los Peces, y en 1971 se acomete una reforma del parque para la celebración de la Semana Naval en la ciudad.
Época democrática

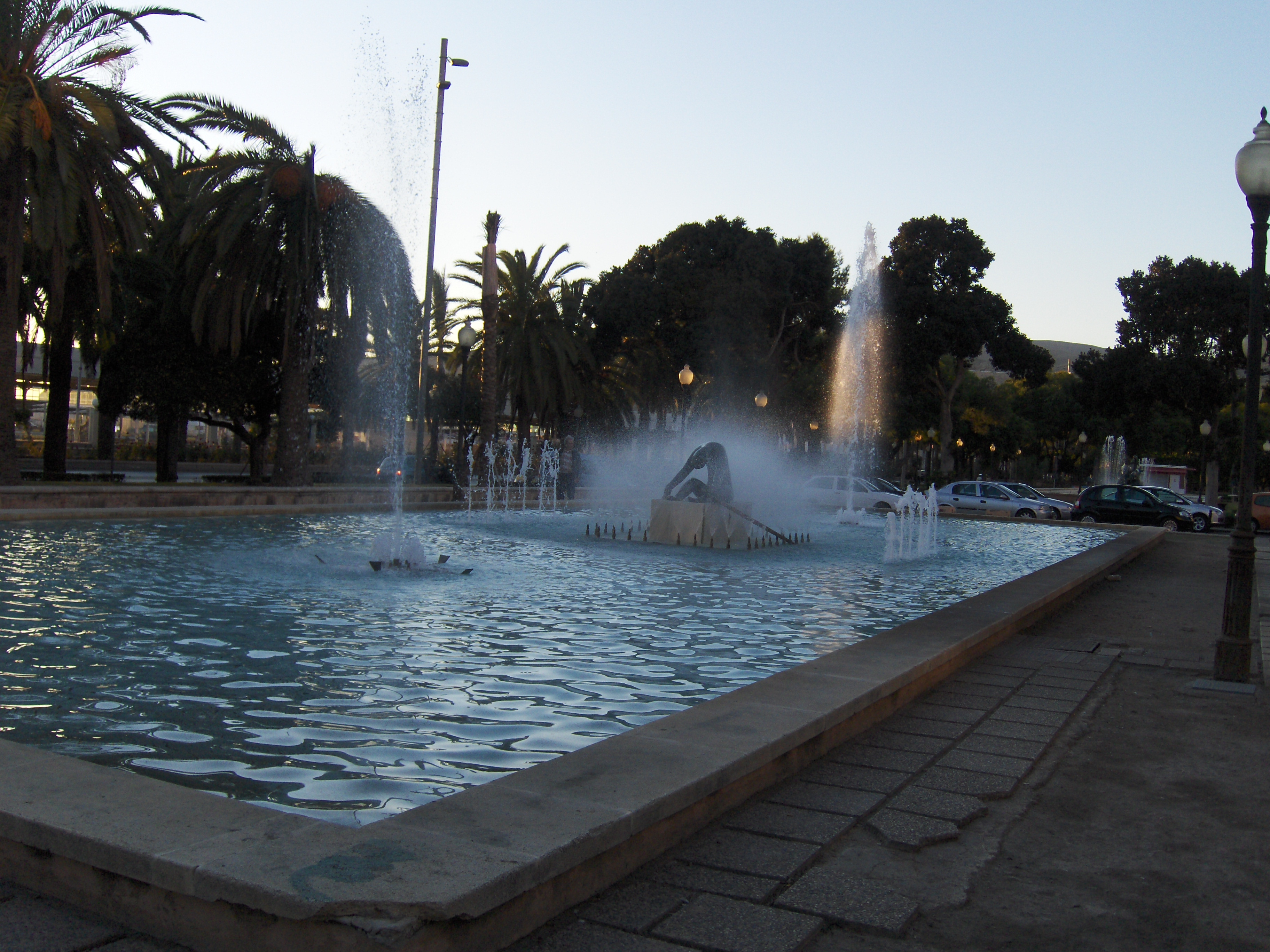
Fuente del parque

Con la llegada de la democracia, se recuperó la memoria del que fuera filósofo, krausista, catedrático de Universidad, abogado, ministro de Gracia y Justicia, presidente de las Cortes y tercer presidente del poder ejecutivo de la Primera República Española en 1873. El pleno del ayuntamiento aprobó el 20 de diciembre de 1979 que en lo sucesivo se denominase Parque de Nicolás Salmerón. Ese mismo día también se aprobó que otras 26 calles y plazas de la ciudad cambiaran su denominación, rescatando sus anteriores nombres que fueron borrados por la Dictadura.
Rehabilitación 2010
Durante el 2010, está prevista una rehabilitación del parque que se espera esté concluida en el primer semestre del año. Entre las actuaciones previstas está la rehabilitación de pintura, colocar de nuevo mobiliario urbano, la implantación de hormigón impreso, remodelar muros, colocar de una capa de slurry sobre el carril bici, eliminar las zonas de albero (arena) cubriendo esta zona con losas u otro tipo de pavimento, eliminar los antiguos adoquines de la plaza de los Peces y dotar al parque de más zonas de juego infantil y de mayores. Una vez concluido este proyecto se pretende implantar una nueva línea de microbús es en las calles del Centro Histórico. También está pendiente, desde el área de Medio Ambiente, un ambicioso proyecto de ofrecer información sobre los árboles más emblemáticos e históricos del parque. Y desde la Junta de Andalucía existen planes de declarar la zona como Bien de Interés Cultural.

## Monumentos y espacios de interés

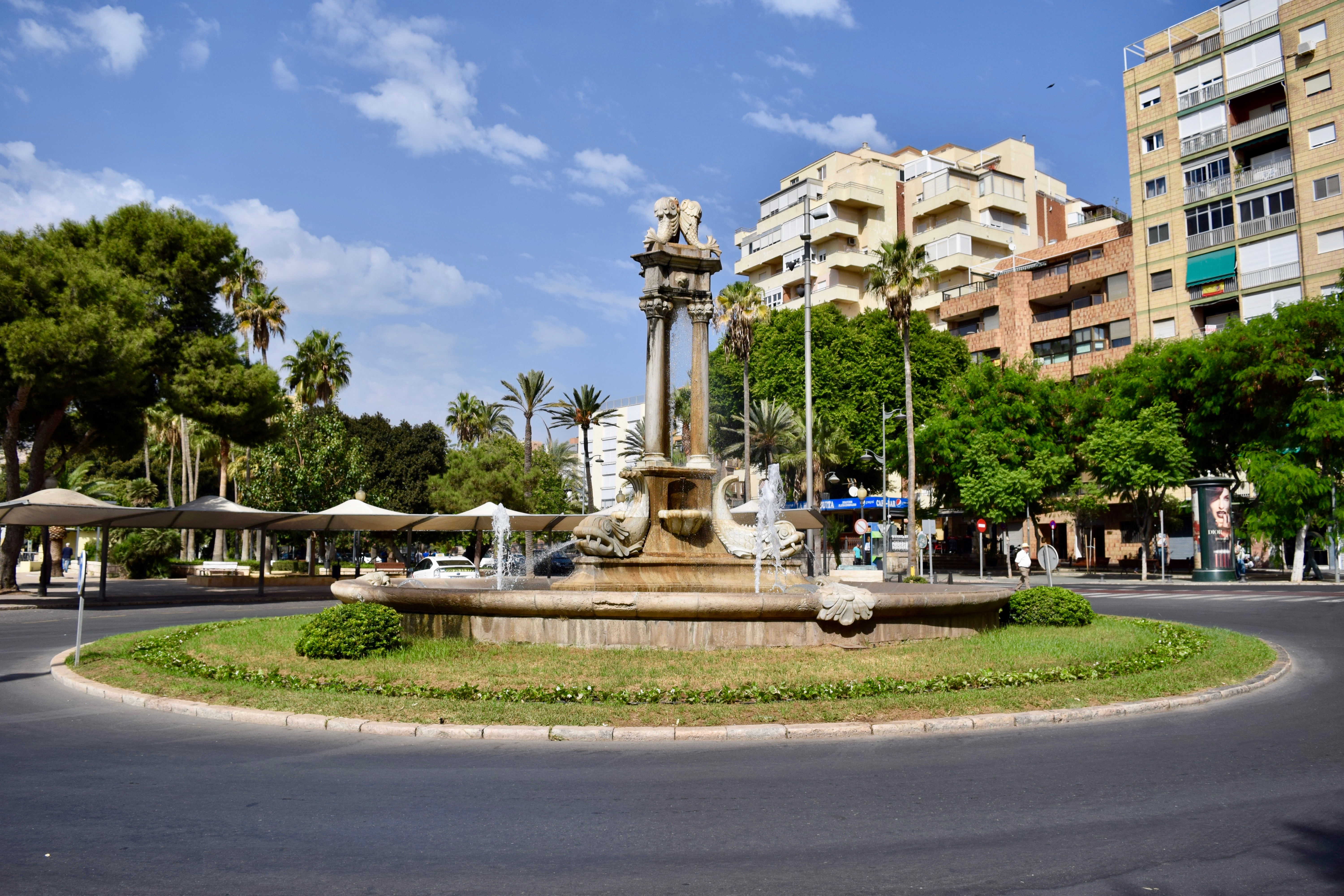
Fuente de los Peces

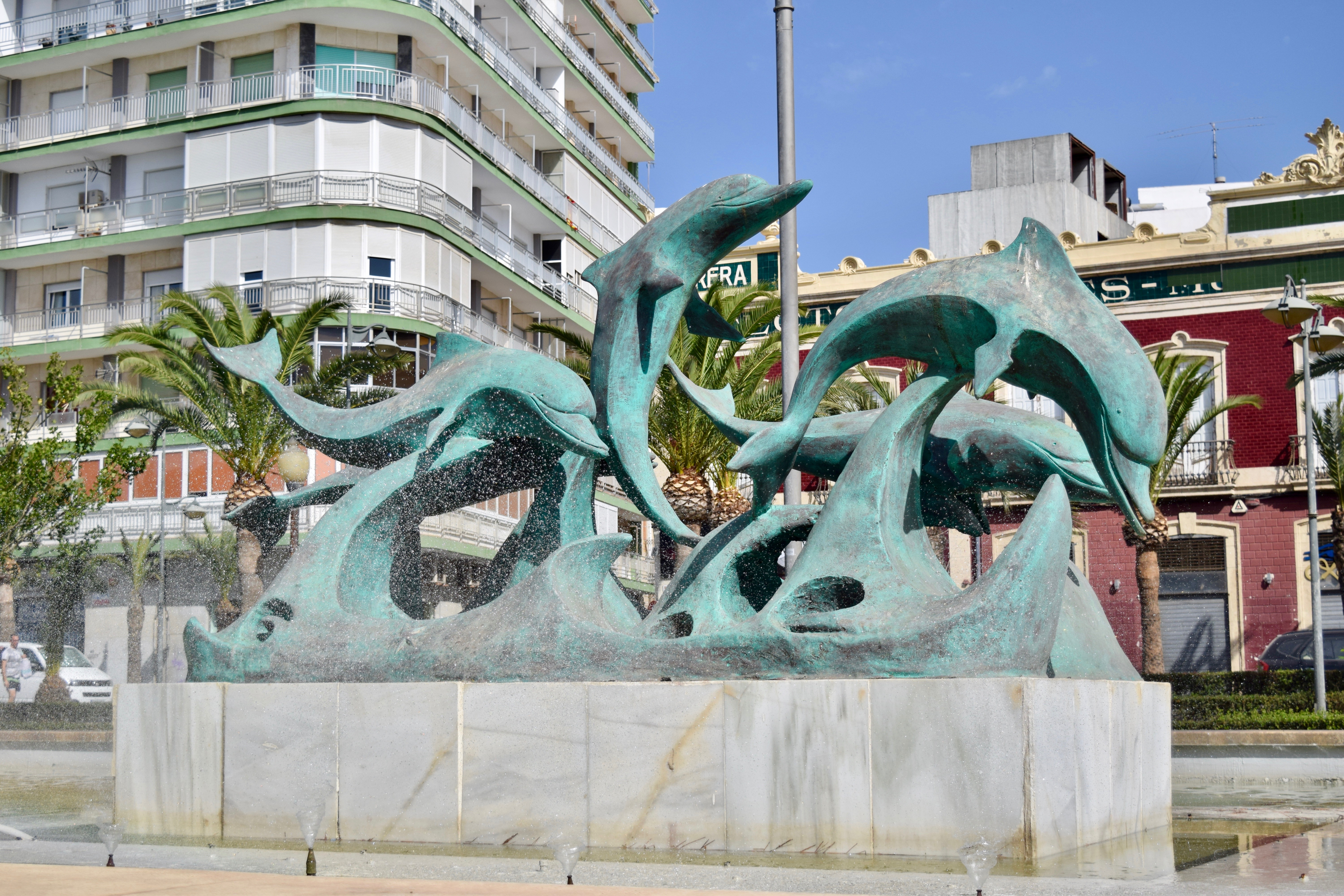
Fuente de los Delfines

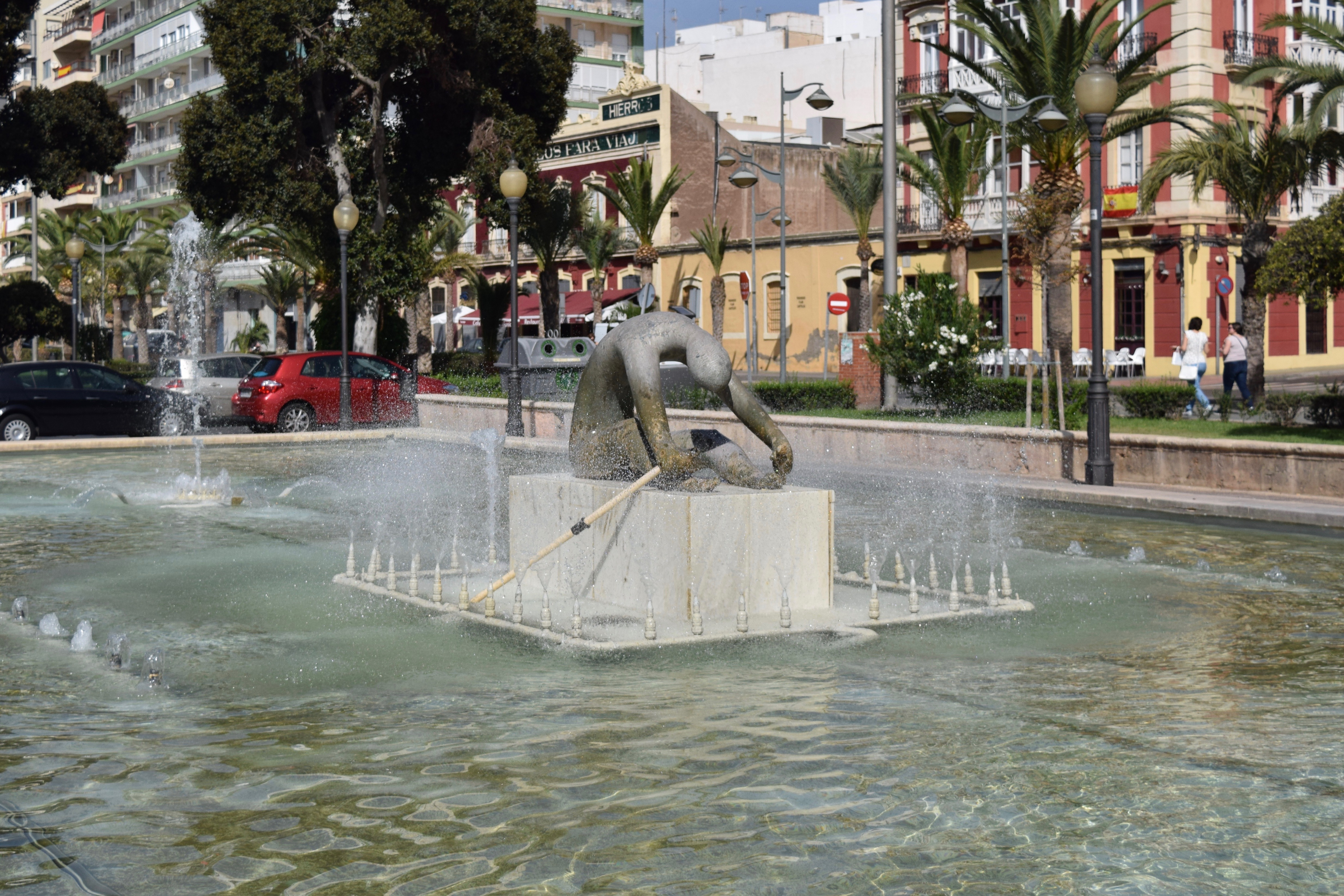
Fuente de los Hombres del Mar

- Puerta del Mar. Situada al comienzo de la vía parque en la avenida Reina Regente evoca la íntima unión entre mar y ciudad. Realizada en acero al carbono e inspirada formal y cromáticamente en los bancos de coral de los fondos marinos almerienses es obra del artista vasco Juanjo Novella. Fue inaugurada en agosto de 2008.[5]
- Fuente de los Hombres del Mar. Incorporada al parque el 5 de julio de 1971 con motivo de la celebración de la Semana Naval de Almería. Originalmente era un grupo escultórico compuesto por la fuente, en cuyo centro se sitúa la escultura de un hombre remando, un monolito a su izquierda y un mural de piedra tallada a su espalda. Hoy únicamente se conserva en el lugar la fuente del remador.
- Fuente de los Delfines. Situada en el segundo tramo del Parque Nuevo fue inaugurada el 25 de julio de 1970, siendo un regalo del escultor Juan Segura Santisteban a su ciudad natal. Se trata de cinco delfines gráciles, estilizados y en formación de avance sobre la superficie de las olas construidos en poliéster con un armazón de hierro y anclados a una base rectangular dentro del estanque. La pieza es similar a la existente en el Museo de Nueva York.[6]
- Templete de la música.
- Fuente de los Peces.
- Monolito homenaje a Francisco Medina Sánchez. Inaugurado en noviembre de 2007 recuerda a Francisco Medina, trabajador en la oficina consignataria de Transmediterránea en Almería, que murió el 9 de julio de 2003 de un disparo de bala mientras perseguía a dos ladrones por las calles de la zona.[7]
- Busto de Navarro Rodrigo. Réplica del original de Juan Cristóbal se situó en una nueva ubicación del Parque Viejo en 2011, una ver aparecido este.
- Casa del Jardinero. Originalmente se trataba de un torreón de la ya desaparecida muralla, que posteriormente dejó paso a un aljibe. La Casa del Jardinero viene a ser la manera de ocultar el origen de la estructura.
- Discóbolo. Fundido y donado al Parque por los Talleres Francisco Oliveros, S.A. en marzo de 1925. Es una copia en bronce del de Mirón.
- Busto de Nicolás Salmerón. Obra de Samuel Souto en 2001 es un busto en mármol del presidente de la Primera República Española don Nicolás Salmerón y Alonso, oriundo de Alhama de Almería y que da nombre al parque. La pieza se encontraba en la Casa Consistorial hasta que, en 2011, se situó en el emplazamiento original del busto de Navarro Rodrigo durante las obras de remodelación de esa zona del parque, conservándose el pedestal, las columnas y el estanque que conformaban el monumento original, obra del arquitecto Javier Barroso.[8]

### Grupos escultóricos actualmente desaparecidos
- Monumento al Trabajador. Frente al actual yacimiento arqueológico "Puerta de Almería", en el Parque Viejo, lució desde su inauguración la tarde del 24 de noviembre de 1924 hasta su destrucción por parte de unos vándalos en los años 70. Representaba la figura de un esforzado picapedrero, alegoría elegida para homenajear a los trabajadores almerienses en general y a los que construyeron el Puerto y el propio Parque en particular. La estatua fue confeccionada en mármol de Carrara en la ciudad italiana de Florencia y su pedestal en mármol blanco de Macael y negro de Alhama. Fue una donación del Casino de Almería, corriendo el basamento por cuenta de la Junta de Obras del Puerto, siendo el primer elemento escultórico embellecedor del Parque.[9]
- Bajorrelieve de San Valentín. Realizado por Jesús de Perceval por suscripción popular a iniciativa de las emisoras locales Radio Juventud y Radio Almería, fue instalado en el Parque el 14 de febrero de 1965, para lo que se organizó la celebración de una gran fiesta del amor en honor al santo. Realizado en piedra de Alhama, policromado y dorado en estilo mosaico bizantino, el bajorrelieve presenta a un joven San Valentín con una espada clavada en su corazón y como fondo la Alcazaba y las cuevas de la Chanca. Tras su desaparición del Parque, fue almacenado en las dependencias del antiguo Gobierno Civil, siendo vendido a la familia Artés de Arcos y posteriormente al galerista Trino Tortosa, quién lo devolvió al Ayuntamiento en la legislatura 1995-1999, permaneciendo en las dependencias de la concejalía de turismo (calle Alcalde Muñoz).[10] Desde 2010 se encuentra instalado en la plaza Campoamor, en una vitrina, y rodeado de una verja, donde los enamorados dejan candados, como símbolo de amor eterno.[11]
- Monumento a Navarro Rodrigo. Tallado por Juan Cristóbal en 1926 es un busto de mármol del que fuera ministro de Fomento durante la Primera República Española y durante la regencia de María Cristina de Habsburgo-Lorena, Carlos Navarro Rodrigo. Fue instalado en el Parque en mayo de 1929, situándose sobre un pedestal en una rotonda con una escalinata y al abrigo de cuatro columnas toscanas con entablamento y una cornisa, y junto a un pequeño estanque, todo ello realizado en mármol de Macael y granito pulimentado a cargo del arquitecto Javier Barroso (salvo el busto el resto del monumento continúa en el Parque). En octubre de 1953 alumnos de la Escuela de Artes limpiaron y repararon los desperfectos sufridos durante la guerra. Una vez repuesto en su lugar, en 1971 fue seriamente dañado por actos de vandalismo rompiéndole el pómulo, la nariz y una oreja, encargándose su restauración a la escultora Ana María Castillo, quién abandonó el proyecto sin devolver el busto.[12] La pieza estuvo perdida durante varias décadas hasta ser rescatada de una escombrera, instalándose tras su restauración en el Centro de Arte Museo de Almería. En 2011 se instaló una réplica de la misma en una nueva ubicación del parque Viejo cercana a la fuente de los Peces, sobre un nuevo pedestal. En la actualidad la pieza original se encuentra en el Museo de Arte Doña Pakyta de la capital almeriense.[13]

## Actividades
Mercado medieval
Durante un fin de semana al año, se celebra en el parque un mercado andalusí cristiano, con más de 70 puestos que ofrecen todo tipo de productos artesanos, así como remedios tradicionales.

## Como escenario de cine
La anteriormente mencionada casa del Jardinero y la escalinata adyacente formaron parte del decorado de las películas Patton y Lawrence de Arabia.